# Manole Marcus
Pour les articles homonymes, voir Marcus.
Manole Marcus (né le 8 janvier 1928 à Bucarest, mort le 12 octobre 1994) est un réalisateur et scénariste roumain.

## Biographie
Manole Marcus est élève de l'Institut Caragiale de Bucarest. Il fait ses débuts en réalisant un court-métrage en collaboration avec Iulian Mihu intitulé Mama en 1955, puis Viata Nu Iarta (La Vie ne pardonne pas) en 1957. Par la suite il aborde la comédie musicale (Je ne veux pas me marier) en 1960 et enfin un style de semi-reportage néo-réaliste.

## Filmographie
- 1953 : La mere (Mama) court-métrage en coll. avec Iulian Mihu
- 1957 : La Vie ne pardonne pas (Viața nu iartă) en coll. avec Iulian Mihu
- 1959 : Într-o dimineață
- 1961 : Nu vreau să mă însor
- 1962 :  Străzile au amintiri
- 1964 : Cartierul veseliei
- 1967 : Zodia Fecioarei
- 1968 : Singur
- 1969 : Canarul și viscolul
- 1972 : Puterea și adevărul
- 1973 : Conspirația
- 1973 : Departe de Tipperary
- 1974 : Capcana
- 1975 : Actorul și sălbaticii
- 1976 : Operațiunea Monstrul
- 1978 : Cianura... și picătura de ploaie
- 1979 : Omul care ne trebuie
- 1981 : Punga cu libelule
- 1981 : Non stop
- 1982 : Orgolii
- 1984 : Ca-n filme
- 1984 : Mitică Popescu
- 1989 : Marea sfidare
- 1989 : Vâltoarea

## Distinctions
- 1965 : Meilleur réalisateur National Film Festival in Mamaia
- 1966 : Trophée Dama del Paraguas
- 1967 : Festival international de Barcelone
- 1970 : Nommé pour le meilleur film pour Canarul si viscolul au Mar del Plata Film Festival
- 1975 : Nommé pour le grand prix au Festival international du film de Moscou pour Actorul și sălbaticii